# زكريا عبد الرحمن صيام
ولد زكريا عبد الرحمن صيام في قرية لفتا قرب القدس سنة 1943م. أنهى تعليمه الثانوي في القدس وأتم تعليمه حتى حصل على الدكتوراه من جامعة الأزهر سنة 1974م. عمل في البحث الأدبي وشارك في ندوات علمية وملتقيات دولية بأبحاث متنوعة، عمل في التدريس الجامعي ثم أصبح عميداً لكلية الملكة عليا في عمان بالأردن.

## من مؤلفاته
- الأدب العربي في العصر الجاهلي وصدر الإسلام.
- شعر لبيد بن ربيعة بين جاهليته وإسلامه.
- دراسة في الشعر الجاهلي.
- ديوان الأمير عبد القادر الجزائري.
- شعر جران العود القصصي.